# Dragoljuba Benčina
Dragoljuba Benčina, slovenska diplomatka in političarka, * 17. marec 1950.
Od 2008 do 2012 je bila državna sekretarka Republike Slovenije na zunanjem ministrstvu.
Od 2014 do upokojitve leta 2016 je bila ponovno državna sekretarka na zunanjem ministrstvu Republike Slovenije.